# 江西省农业农村厅
江西省农业农村厅是中华人民共和国江西省人民政府管理江西省农业与农村经济发展的组成部门。

## 主要职能
1. 贯彻执行国家有关种植业、畜牧业、渔业、农业机械化和农村经济发展工作的方针、政策和法律、法规规章；研究提出农业和农村经济发展战略、中长期发展规划，经批准后组织实施；拟订农业开发规划并监督实施。
2. 研究拟订农业的产业政策，引导农业产业结构的合理调整、农业资源的合理配置和产品品质的改善；提出有关农产品及农业生产资料价格、大宗农产品流通、农村信贷、税收及农业财政补贴的政策建议；组织有关种植业、畜牧业、渔业、农机化等农业各产业的地方法规的起草工作。
3. 研究提出深化农村经济体制改革的意见；指导农业社会化服务体系建设和乡村集体经济组织、合作经济组织建设；稳定和完善农村基本经营制度、政策，调节农村经济利益关系，指导、监督减轻农民负担和耕地使用权流转工作。
4. 研究制定农业产业化经营的方针政策和大宗农产品市场体系建设与发展规划，促进农业产前、产中、产后一体化；组织协调菜篮子工程和农业生产资料市场体系建设；研究提出主要农产品、重要农业生产资料的进出口建议；预测并发布农业各产业产品及农业生产资料供求情况等农村经济信息。
5. 组织农业资源区划、生态农业和农业可持续发展工作；指导农用地、渔业水域、草山草坡、宜农滩涂湿地、农村可再生能源的开发利用以及农业生物物种资源的保护和管理；负责保护渔业水域生态环境和水生野生动植物工作；维护渔业权益，依法行使渔船检验、渔政、渔港监督管理权以及鄱阳湖的管理职能。
6. 制定农业科技、教育、技术推广及其队伍建设的发展规划和有关政策，实施科教兴农战略；组织重点农业科研课题的技术攻关和重点科研成果的鉴定、推广；指导农业中等教育和农业职业技能开发工作。
7. 按照农业各产业技术标准，组织实施农业各产业产品及绿色食品的质量监督、认证和农业植物新品种的保护工作；组织协调种子、农药、兽药、饲料等农业投入品质量的监测、鉴定和执法监督管理；组织省内生产种子、农药、兽药、有关肥料、饲料等产品的登记报审工作。
8. 组织种畜禽管理、兽医医政、兽药药政药检工作；组织、监督对省内动植物的防疫、检疫工作，发布疫情并组织扑灭。
9. 组织农业涉外事务和国际经济、技术交流与合作，组织开发国际农产品市场。
10. 负责农业机械化行业管理。负责农机安全监理和试验鉴定，宏观指导农牧渔业机械的使用与维修管理以及渔业机械、船舶的生产管理。
11. 指导下属事业单位的工作及下属企业改革；监督厅下属企业国有资产保值增值；按照权限管理下属单位人事、劳动工资、机构编制工作；指导有关社会团体为农业经济发展服务。
12. 承办省人民政府交办的其他事项。[1]

## 机构设置

### 内设机构
- 办公室（党委办公室）
- 组织人事处
- 政策法规处
- 农村经济体制与经营管理处
- 市场与涉外处
- 计划财务处
- 科技教育处（省农村能源工作办公室）
- 省农产品质量安全监管局
- 农业产业化指导处
- 省粮油作物局
- 省经济作物局
- 省农业机械化管理局
- 江西省畜牧兽医局（江西省饲料工作办公室）（副厅级）
- 省渔业局（省渔政局）
- 直属机关党委（宣传处）
- 离退休干部处
- 纪委（监察室）
- 省农业厅机关后勤服务中心
- 省鄱阳湖渔政局

### 直属机构
- 江西省农业技术推广总站
- 江西省种子管理局
- 江西省植保植检局
- 江西省土壤肥料技术推广站
- 江西省商品粮油基地办、省农业项目管理办公室
- 江西省农业信息中心
- 江西省农产品质量安全检测中心
- 江西省家畜血吸虫病防治站
- 江西省农业环境监测站
- 江西省农业厅利用外资办公室（江西省开放型农业办公室）
- 省农机安全监督管理总
- 江西省饲料工业办公室（省饲料工业协会）
- 江西省动物卫生监督所
- 江西省经济作物技术推广站
- 江西省动物疫病预防控制中心
- 江西省畜牧技术推广站
- 江西省兽药饲料监察所
- 江西省农业工程职业学院
- 江西省生物科技职业学院
- 江西省水产科学研究所
- 江西省蚕桑叶研究所
- 江西省棉花研究所
- 江西省养蜂研究所
- 江西省红壤研究所
- 江西省双金园艺场
- 江西省邓家埠水稻原种场
- 江西省农业联合开发总公司
- 江西省农牧渔业贸易中心
- 江西省农产品质量安全中心